# Chauffour-lès-Bailly
Chauffour-lès-Bailly – miejscowość i gmina we Francji, w regionie Grand Est, w departamencie Aube.
Według danych na rok 1990 gminę zamieszkiwało 101 osób, a gęstość zaludnienia wynosiła 5 osób/km².

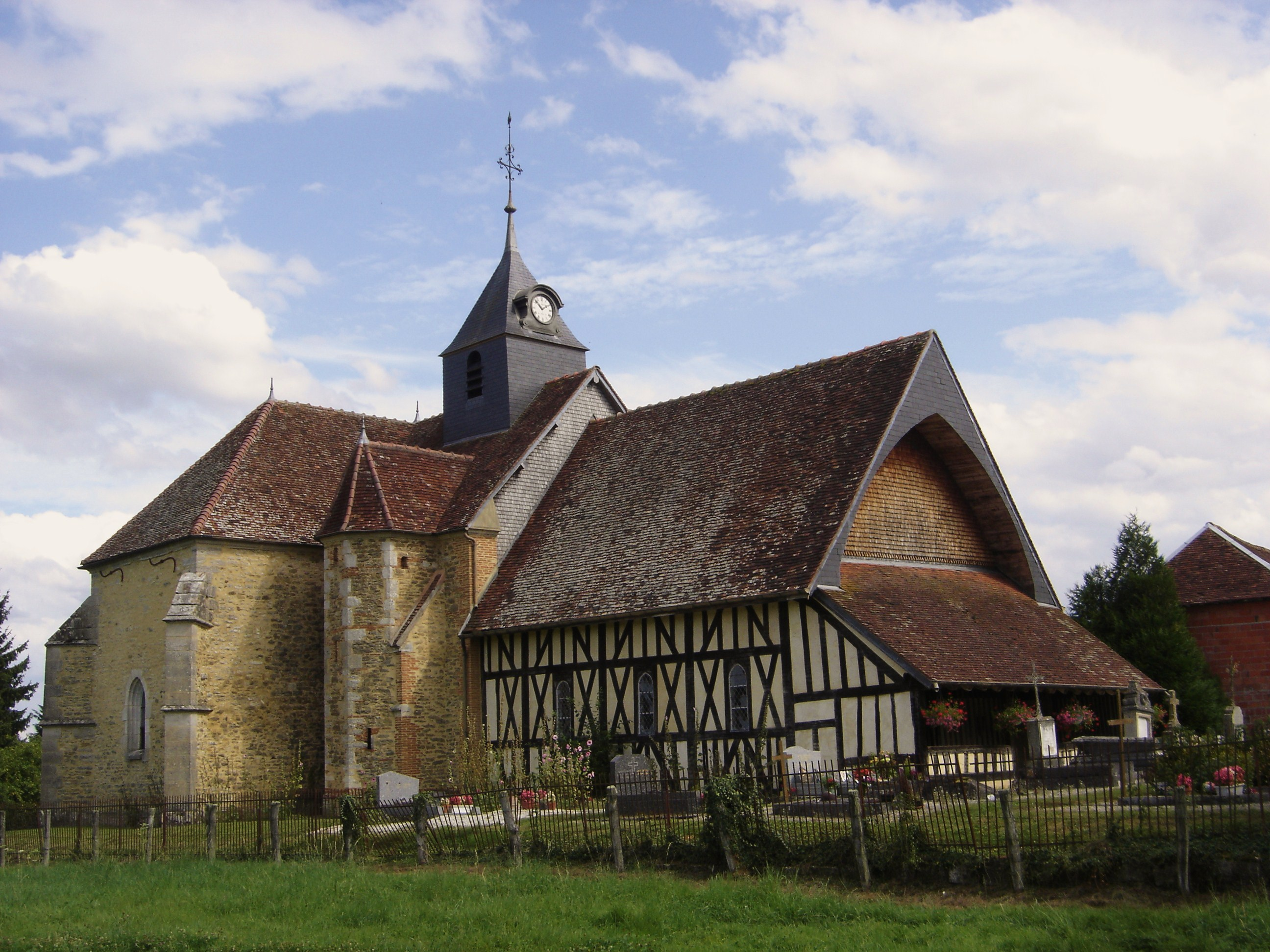
Kościół w Chauffour-lès-Bailly, 2009